# جامعة الأزور
جامعة الأزور (بالبرتغالية: Universidade dos Açores‏) هي الجامعة العامة الوحيدة في منطقة جزر الأزور المتمتعة بالحكم الذاتي. تأسست في 9 يناير 1976، بعد عامين من ثورة القرنفل التي أنهت عدة عقود من الديكتاتورية في البرتغال، ولكن قبل إضفاء الطابع المؤسسي على الجمهورية البرتغالية الثالثة، جنبًا إلى جنب مع الحكم الذاتي للمنطقة. الجامعة مؤسسة عامة تعتمد على وزارة العلوم والتكنولوجيا والتعليم العالي وقد تم إنشاؤها من أجل تعزيز التنمية المستدامة والتعليم العالي في جزر الأزور.